# أبو بكر سيلا (لاعب كرة قدم)
أبو بكر سيلا (بالفرنسية: Aboubacar Sylla Iyanga)‏ هو لاعب كرة قدم غيني في مركز الوسط، ولد في 1 مايو 1993 في غينيا. شارك مع منتخب غينيا لكرة القدم.

## وصلات خارجية
- أبو بكر سيلا (لاعب كرة قدم) على موقع قاعدة بيانات كرة القدم.إي يو (الإنجليزية)
- أبو بكر سيلا (لاعب كرة قدم) على موقع Soccerway.com (الإنجليزية)